# Стево Теодосієвський
Стево Теодосієвський (мак. Стево Теодосиевски; 16 квітня 1924 - 9 квітня 1997) — македонський естрадний артист, музичний педагог та гуманіст.

## З життєпису
Народився в 1924 році в місті Кочани. 
На початку 1950-х працював кореспондентом Радіо Скоп'є. 
У 1954 році познайомився з Есмою Реджеповою, яка згодом стане його супутницею протягом усього життя. З 1960 по 1989 рік Стево і Есма Теодосієвські живуть і працюють у Белграді, а потім повертаються до Скоп'є. Виховали 47 дітей. 
Ансамбль "Теодосієвський" провів понад 20 000 концертів, з них близько 2 000 гуманітарних, випустив 108 одиночних платівок, 20 довгограючих платівок, 32 аудіокасети, 15 компакт-дисків, 6 відеокасет та записав 12 шоу по 30 хвилин кожен на МРТВ. 
Помер Стево Теодосієвський у Скоп'є 9 квітня 1997 року.

## Визнання
Стево Теодосієвський — лауреат багатьох нагород та визнань: 
- Жовтнева премія Югославії;
- Срібна та золота медаль президента СФРЮ Йосипа Броза Тіто;
- Срібна медаль Червоного Хреста Чорногорії;
- Золота медаль Боснії та Герцеговини для гуманістів;
- Золота медаль Червоного Хреста Югославії;
- Премія ЮНІСЕФ у Югославії;
- Нагорода за життєві досягнення Сербії і Чорногорії ;
- Золота медаль "22 грудня", Югославія;
- у 1992 році Премія міста Скоп'є «13 листопада» в галузі культури і мистецтва.